# Distrito de Santiago de Chilcas
El distrito de Santiago de Chilcas es uno de los diez distritos de la provincia de Ocros, ubicada en el departamento de Áncash, bajo la administración del gobierno regional de Ancash, en el Perú.  Fue creado por Ley N° 13034 del 19 de noviembre de 1958.

## Toponimia
Su nombre deriva de la voz tsillka, nombre de la planta  Chilca, que abunda alrededor del pueblo de Santiago de Chilcas, su significado manifiestan de algunos pobladores de la zona y con otras posibles por investigar su verdadero origen.

## Historia
Santiago de Chilcas, es un pueblo andino, rodeados de cerros vistosos que se encuentra en la Provincia de Ocros y su Capital es Santiago de Chilcas.
Haciendo, historia de Santiago de Chilcas, existieron ayllus dentro de la zona, los españoles para enseñar el cristianismo pusieron el nombre de los Santos a los pueblos conquistados por los españoles San Santiago de Chilcas.
Hasta 19 de noviembre de 1958 perteneció al antiguo distrito de Acas y luego viene la creación política de Santiago de Chilcas como distrito el 19 de noviembre de 1958.
En 1990 pasa pertenecer territorialmente como distrito a la Provincia de Ocros.

## Creación Política del Distrito
El Distrito de Santiago de Chilcas se crea por Ley N° 13034 del 19 de noviembre de 1958, en el segundo gobierno del Presidente Manuel Prado Ugarteche. Poblaciones comprendidas: Santiago de Chilcas, La Merced, Cochapampa y Puhuas.

## Geografía

### Ubicación
La ciudad de Chilcas, se encuentra a una altitud de 3,657msnm. y cuenta con una extensión superficial de 65.00 km² (hab/km²).
Geográficamente tiene una Latitud: 10°21'00", Longitud: 77°11'46".

### Límites
- Por el norte y noreste limita con el distrito de Ocros.
- Por el este y suroeste limita con el distrito de Acas y Cochas.
- Por el oeste y noroeste limita con el distrito de Ocros.

### Centro poblado / caserío / anexo
- Santo Toribio de Cochapampa
- La Merced
- Punguash.

## Autoridades

### Municipales
- 2011-2014[2]
  - Alcalde: José Moisés Oses Espíritu, del Partido Alianza para el Progreso (APEP).
  - Regidores: Edgar Edwin Berrios Noel (APEP), Igidio Flores Santos (APEP), Lurde Espíritu Casimiro (APEP), Delia Rosana Trebejo Ramírez (APEP),  Nicacio Abundio Aguirre Ramírez (Fuerza 2011).
- 2007-2010: 
  - Alcalde: Uzias Aron Ariza Aguirre.

## Economía
- Destacan los cultivos agrícolas como trigo, cebada, papa Solanum tuberosum, olluco, oca, mashua, habas, tarwi.

### Ganadería / zootecnia
- Tenemos ganados vacunos criollos; ganado ovinos, caprinos.
- Animales menores cuyes y conejos.

### Turismo y cultura
1. El cerro de LUCMAPUNTA

1. El cerro de LUCMA PU.

### Lugares atractivos turísticos
- Pirush (ubicado a 5 km.del sur de Chilcas)
- Torre de Nawinkaka
- El mirador de Lucma Punta
- La Iglesia de Chilcas
- La Plaza de Armas
- El Pueblo antiguo de Machaca.

### Calendario festivo
| Fecha               | Nombre                           | Carácter | Concurrencia                                                                                            |
| ------------------- | -------------------------------- | -------- | --- |
| 1 de enero          | Año Nuevo                        | Nacional | Población general y visitantes                                                                          |
| Marzo-abril         | Semana Santa, Domingo de Ramos   | Nacional | Población general y visitantes                                                                          |
| 2º domingo de mayo  | Día de la Madre                  | Nacional | población general, Centros Educativos y autoridades                                                     |
| 3º domingo de junio | Día del Padre                    | Nacional | Población general y visitantes                                                                          |
| 25 de julio         | Fiesta Patronal del distrito     | Regional | Población general, visitantes, autoridades (en honor al Apóstol Santiago comienza el 23 al 27 de julio) |
| 28 de julio         | Día de la Independencia del Perú | Nacional | Población general, centros Educativos y autoridades                                                     |
| 19 de noviembre     | Aniversario de Creación Política | Regional | población general, Centros Educativos y autoridades                                                     |
| 25 de diciembre     | Navidad                          | Nacional | Población general y visitantes.                                                                         |

### Artes, música y danza
- Artesanía (textelería): Elaboración de ponchos, frazadas, alforjas, fajas, bayetas y llicllas utilizando materiales del lugar como hilo de lana. Los pobladores se dedican a confeccionar tejidos de lana de ovejas, el material empleado es lana de ovino hilada y teñido con tintes naturales de nogal, musgos y líquenes de la zona.
- La música forma parte de nuestra identidad, el huayno y tiene una banda orquesta de Chilcas (Los Monarcas del Ande).
- Tenemos la cantante de huayno la Sra. Dalila Ramírez y entre otras.
- La Danza típica: Negritos, Pastorcillos.

## Biodiversidad y recurso natural

### Fauna y flora
| Flora                                                                                  | Fauna                                          | Zona                 |
| -------------------------------------------------------------------------------------- | ---------------------------------------------- | -------------------- |
| Queñual (Polylepis spp.), quishuar (Buddleja incana), hichus, escorsonera, huamanrripa | vicuña, cóndor, gaviota andina, venado, taruca | Santiago de Chilcas  |
| retama, Baccharis latifolia (chilca), aliso, orquídea                                  | zorro, gato montés, erizo, vizcacha            | Santiago de Chilcas  |
| Saúco, Baccharis latifolia (chilca), molle, orquídea, eucalipto                        | Perdiz, buitre, picaflor, zunzún               | Santiago de Chilcas  |
| Marco, orquídea, mito o papaya silvestre                                               | tórtola, loro, gallinazo, cuculi               | Santiago de Chilcas  |
| eucalipto, Baccharis latifolia (chilca)                                                | culebra, erizo, pájaro carpintero              | Santiago de Chilcas  |
| Ciprés, molle, marco                                                                   | Halcón, sapo, cernícalo                        | Punhuas, Dorado      |
| sauce, tuna                                                                            | Culebra, víbora, puma                          | Santiago de Chilcas. |

## Vías de comunicación

### Carretera
- Lima-Barranca- Pativilca- Huanchay-Santiago de Chilcas
- Huaraz-Recuay-Conococha-Punta de Chonta-Oncoy-Ocros-Ayar-Santiago de Chilcas

## Gastronomía / platos típicos
- Son platos de peruanidad chilcasina y que está en los diversos platos en las de fiestas patronales y en las tareas comunales:

| Carnes                            | Plátos                     | Postres                         | Bebidas        |
| --------------------------------- | -------------------------- | ------------------------------- | -------------- |
| Picante de cuy                    | Papa con queso, pari caldo | mazamorra de calabaza           | Chicha de jora |
| Chicharrón                        | Humita, tamal              | Arroz con leche                 | Chicha morada  |
| Charqui, anticucho                | Carapulca                  | Mazomorra de harina             | Calentito      |
| Caldo de cabeza, caldo de gallina | Ajiyaco                    | Mazamorra morada, frijol colado | Ron            |
| Pachamanca                        | caski, chupe               | Bizcochuelo                     | Chinguirito.   |